# توني سانت كلير
توني سانت كلير (بالإنجليزية: Tony St. Clair)‏ هو مصارع محترف بريطاني، ولد في 28 مارس 1947 في مانشستر في المملكة المتحدة.